# Lizeta Hernández
Lizeta Hernández Abchi (Tucupita, Venezuela; 13 de diciembre de 1967) es una médica cirujana y política venezolana, fue gobernadora del estado Delta Amacuro entre 2008 y 2025, la cual ha estado en dichas funciones en cuatro periodos.

## Biografía
Nació en Tucupita, capital del estado Delta Amacuro. Estudió medicina en la Universidad del Zulia. 

## Carrera política

### Gobernadora del Estado Delta Amacuro (desde 2008)
El 1 de junio de 2008, en las elecciones internas del PSUV de ese año, Lizeta es elegida como candidata del PSUV por el estado Delta Amacuro para elecciones regionales de Venezuela de 2008.
Posteriormente, en dichas elecciones regionales, gana la gobernación de Delta Amacuro con el 55 % de los votos.
En las elecciones regionales de Venezuela de 2012, Lizeta seria reelecta con el 82% de los votos. Luego, en las elecciones regionales de 2017, nuevamente es reelecta para el período 2017-2021, con 60% de los votos. En las elecciones de 2021, es reelecta por una tercera ocasión como gobernadora de Delta Amacuro para el período 2021-2025.
|  | 82,08 % |

|  | 16,03 % |

|  | 1,87% |

|  | 60,24 % |

|  | 38,14 % |

|  | 1,45 % |

|  | 61,28 % |

|  | 22,41 % |

|  | 16,32 % |

En 2021, dotó el Complejo Hospitalario Razetti de Tucupita con un laboratorio con nuevos equipos.